# Czuby (szczyt)
Czuby (492 m) – szczyt w północnej części Beskidu Małego, w Paśmie Bliźniaków ciągnącym się od doliny Wieprzówki w Andrychowie po dolinę Skawy na wschodzie. Znajduje się w tym paśmie między Przełęczą Biadaszowską oddzielającą go od Wapienicy a szczytem Kobylicy (ok. 495 m).
Na lotniczej mapie Geoportalu pomiędzy Przełęczą Pańską i Przełęczą Biadasowską wyróżniono 3 szczyty: Gronie, Kobylica i Czuby, na mapie Compassu wszystkie te 3 szczyty obejmowane są jedną nazwą Czuby lub Kobylica, w „Ziemi Wadowickiej” nazwą Czuby lub Gronie, w przewodniku turystycznym wyróżniono Czuby i Kobylicę, na topograficznej mapie Geoportalu, środkowy, najwyższy, ma nazwę Kobylica, pozostałe są bezimienne.
Czuby są porośnięte lasem. Wznoszą się nad miejscowościami Inwałd (po północnej stronie) i Zagórnik (obydwie w województwie małopolskim, w powiecie wadowickim, w gminie Andrychów). Ich grzbietem prowadzi szlak turystyczny.
Piesze szlaki turystyczne
 Andrychów – Pańska Góra – Gronie – Kobylica Czuby – Przełęcz Biadaszowska – Wapiennica – Przykraźń – Panienka – Susfatowa Góra – Kobyla gGłowa – Przełęcz Kaczyńska – Narożnik – przełęcz Sosina – Czuba – Gancarz – Czoło – Przełęcz pod Gancarzem – Groń Jana Pawła II.